# Meloak Aih Ilang
Meloak Aih Ilang is een bestuurslaag in het regentschap Gayo Lues van de provincie Atjeh, Indonesië. Meloak Aih Ilang telt 551 inwoners (volkstelling 2010).